# AVUS
O Circuito de AVUS (Automobil Verkehrs und Übungs-Straße) foi um circuito localizado no subúrbio da cidade de Berlim, Alemanha. Hoje, seu antigo traçado é parte da rodovia Bundesautobahn 115.

## História

### 1907-1939

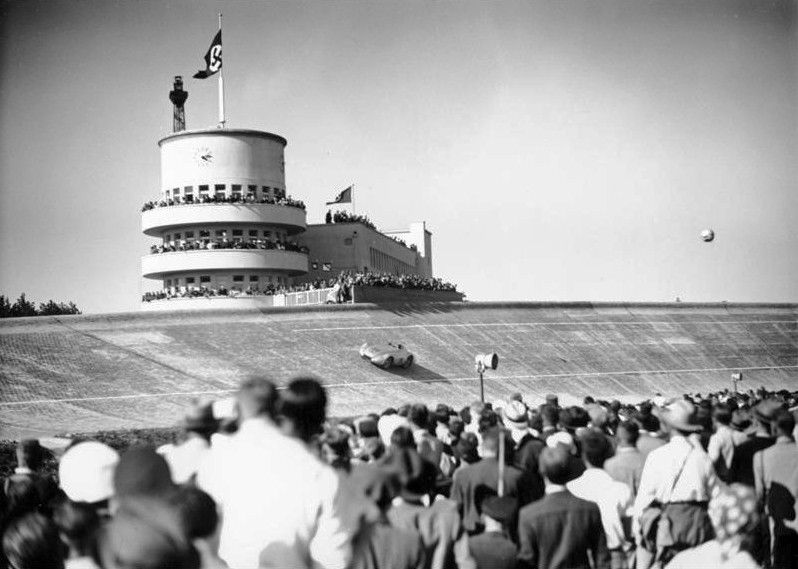
A rampa e a torre de AVUS em 1936.

Planejado em 1907 pelo Automóvel Clube da Alemanha para eventos de esporte a motor e pista de testes para a indústria automobilística. Em sua demorada construção, foi inclusive usados prisioneiros de guerra russos da Primeira Guerra Mundial. Inacabado em 1918, sua conclusão foi financiada graças ao magnata da indústria do aço, Rudolf Stinnes e inaugurado em setembro de 1921. Nesta época, AVUS possuia 19,5 km de extensão, com suas duas retas com quase a metade da mesma. Em 1926 recebeu o primeiro Grande Prêmio da Alemanha, vencido por Rudolf Caracciola.
Iniciou a partir de 1927 rivalidade com Nurburgring, o que levou AVUS a tornar-se o mais rápido circuito do mundo. Em 1937 a curva norte foi remodelada com uma inclinação de 43° feita de tijolos. Chamado de "Rampa da Morte", não possuía barreiras. No ano seguinte a velocidade de AVUS foi considerada perigosa então foi planejada a integração do circuito com a rede de rodovias chamadas Autobahn e a curva sul demolida substituída por uma junção.

### 1947-1967
Após a Segunda Guerra Mundial, as extremamente longas retas foram encurtadas pela introdução de uma nova curva sul em praticamente metade de sua extensão, com 8.3 km. Assim, em 1954 recebeu uma corrida extra-campeonato da Fórmula 1, com grande exibição da equipe Mercedes-Benz. Em 1959, AVUS recebeu pela única vez, como Grande Prêmio da Alemanha uma etapa da Fórmula 1, vencida por Tony Brooks. No fim de semana desta corrida ocorreu a morte do piloto francês Jean Behra quando seu Porsche voou por cima da rampa da curva norte. Rampa que depois foi considerada perigosa para os padrões automobilísticos internacionais, sendo desfeita e a pista aplainada em 1967 para abrir caminho a uma intersecção sobre a Torre de Rádio de Berlim ou Berliner Funkturm. Acima desta torre, pode se ver que AVUS não é uma reta perfeita.

### 1967-1998

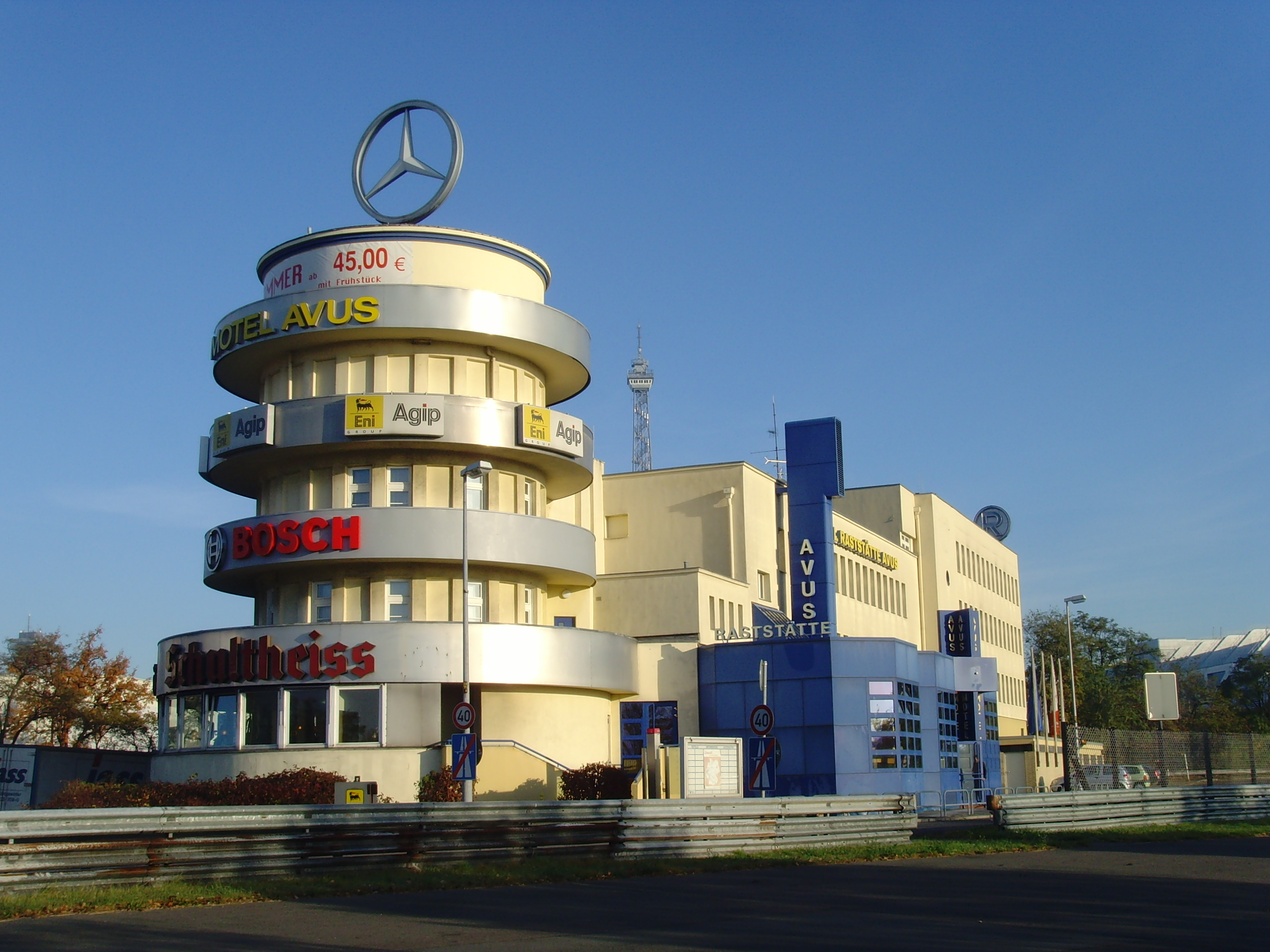
Hoje a torre é um motel.

As corridas continuaram a curva norte plana mas o circuito recebia apenas corridas da DTM e Formula 3. A pista foi reduzida em quase metade nos anos 80 e 90, chicanes foram adicionadas na entrada da curva norte. Em 1995 o piloto britânico Keith Odor morreu em um acidente em seu Nissan de Superturismo. A última corrida de fato ocorreu em 1998.

## Vencedor
| Ano  | Piloto      | Chassi/Motor | Resumo   |
| ---- | ----------- | ------------ | -------- |
| 1959 | Tony Brooks | Ferrari      | Detalhes |